# Steinach (Bawaria)
Steinach – miejscowość i gmina w Niemczech, w kraju związkowym Bawaria, w rejencji Dolna Bawaria, w regionie Donau-Wald, w powiecie Straubing-Bogen. Leży w Lesie Bawarskim, około 9 km na północ od Straubinga, przy autostradzie A3 i drodze B20.

## Współpraca
Miejscowość partnerska:
- Steinach – dzielnica Bad Bocklet, Bawaria

### Oświata
(na 1999)

W gminie znajduje się szkoła podstawowa.